# Nicolás Palma
Nicolás Palma – piłkarz argentyński, obrońca.
Palma karierę piłkarską rozpoczął w 1939 roku w klubie Estudiantes La Plata. Jako piłkarz klubu Estudiantes La Plata wziął udział w turnieju Copa América 1945, gdzie Argentyna zdobyła tytuł mistrza Ameryki Południowej. Palma zagrał w dwóch meczach - z Brazylią (w 30 minucie zastąpił na boisku Rodolfo de Zorzi) i Urugwajem.
W 1946 roku przeszedł do klubu Racing Club de Avellaneda. Jako piłkarz klubu Racing wziął udział w turnieju Copa América 1947, gdzie Argentyna trzeci raz z rzędu zdobyła mistrzostwo Ameryki Południowej. Palma zagrał w dwóch meczach - z Boliwią i Kolumbią (w 42 minucie zmienił go Juan Sobrero).
Razem z Racingiem Palma trzy razy z rzędu zdobył tytuł mistrza Argentyny - w 1949, 1950 i 1951 roku. W klubie Racing Palma grał do 1951 roku - łącznie w pierwszej lidze argentyńskiej rozegrał 232 mecze.